# Едуард Хамалаинен
Едуард Хамалаинен (фин. Eduard Hämäläinen; Караганда, 21. јануар 1969.) некадашњи је атлетичар из Совјетског Савеза, Белорусије и Финске који се такмичио у десетобоју.
Првобитно се такмичио за Совјетски Савез, а затим за Белорусију након распада Совјетског Савеза. Променио је држављанство у финско пошто се његов прадеда преселио из Финске у Русију пре 1917. године, да би касније био депортован у Казахстан.
Током каријере Еудард Хамалаинен је освојио три сребрне медаље на светским првенствима.

## Међународна такмичења
| Година                                     | Такмичење                    | Место                  | Позиција            | Дисциплина          | Резултат            | Белешка |
| Представљајући СССР                        | Представљајући СССР          | Представљајући СССР    | Представљајући СССР | Представљајући СССР | Представљајући СССР |         |
| ------------------------------------------ | ---------------------------- | ---------------------- | ------------------- | ------------------- | ------------------- | ------- |
| 1988                                       | Светско првенство за јуниоре | Велики Садбери, Канада | 3.                  | Десетобој           | 7.596 поена         |         |
| 1991                                       | Светско првенство            | Токио, Јапан           | 7.                  | Десетобој           | 8.233 поена         |         |
| Представљајући Заједницу независних држава |                              |                        |                     |                     |                     |         |
| 1992                                       | Хипо-митинг                  | Гецис, Аустрија        | 2.                  | Десетобој           | 8.483 поена         |         |
| Представљајући Белорусију                  |                              |                        |                     |                     |                     |         |
| 1993                                       | Светско првенство у дворани  | Торонто, Канада        | 3.                  | Седмобој            | 6.075 поена         |         |
| 1993                                       | Хипо-митинг                  | Гецис, Аустрија        | 1.                  | Десетобој           | 8.604 поена         |         |
| 1993                                       | Светско првенство            | Штутгарт, Немачка      | 2.                  | Десетобој           | 8.724 поена         |         |
| 1994                                       | Хипо-митинг                  | Гецис, Аустрија        | 1.                  | Десетобој           | 8.735 поена         |         |
| 1994                                       | Европско првенство           | Хелсинки, Финска       | —                   | Десетобој           | Одустао             |         |
| 1995                                       | Хипо-митинг                  | Гецис, Аустрија        | 2.                  | Десетобој           | 8.438 поена         |         |
| 1995                                       | Светско првенство            | Гетеборг, Шведска      | 2.                  | Десетобој           | 8.489 поена         |         |
| 1996                                       | Олимпијске игре              | Атланта, САД           | 5.                  | Десетобој           | 8.613 поена         |         |
| Представљајући Финску                      |                              |                        |                     |                     |                     |         |
| 1997                                       | Хипо-митинг                  | Гецис, Аустрија        | 1.                  | Десетобој           | 8.617 поена         |         |
| 1997                                       | Светско првенство            | Атина, Грчка           | 2.                  | Десетобој           | 8.730 поена         |         |
| 1998                                       | Европско првенство           | Будимпешта, Мађарска   | 2.                  | Десетобој           | 8.587 поена         |         |
| 2000                                       | Хипо-митинг                  | Гецис, Аустрија        | —                   | Десетобој           | Одустао             |         |
| 2001                                       | Хипо-митинг                  | Гецис, Аустрија        | 9.                  | Десетобој           | 8.028 поена         |         |
| 2001                                       | Светско првенство            | Едмонтон, Канада       | —                   | Десетобој           | Одустао             |         |

### Лични рекорди
| - Десетобој - 8.735 (1994) - Седмобој - 6.096 (1992) - 100 метара - 10,69 (1994) - 400 метара - 46,71 (1997) - 1500 метара - 4:22,0 (1987) - 110 метара с препонама - 13,57 (1993) | - Скок с мотком - 5,30 (1993) - Скок у вис - 2,11 (1994) - Скок удаљ - 7,56 (1997) - Бацање кугле - 16,74 (1996) - Бацање диска - 52,20 (1994) - Бацање копља - 61,88 (1993) |